# 蘇爾庫班巴區
蘇爾庫班巴區（西班牙語：Distrito de Surcubamba），是秘魯的一個區，位於該國中南部萬卡韋利卡大區的塔亞卡哈省，面積230.88平方公里，海拔高度2,585米，2005年人口5,098，人口密度每平方公里22人。
12°06′59″S 74°37′49″W / 12.1163°S 74.6302°W